# National Air and Space Museum
National Air and Space Museum (v češtině Národní muzeum letectví a kosmonautiky) ve Washingtonu D. C. je jedno z největších muzeí v National Mall. Jedná se o druhou největší sbírku na téma kosmonautiky a letectví (14 970,9 m²). Muzeum bylo založeno v roce 1976, je součástí Smithsonova institutu. Zajímavostí je, že téměř všechny exponáty jsou originály.

## Architektura
Protože se muzeum nachází na National Mall poblíž Kapitolu a monumentu, nechtěl architekt Gyo Obata z Hellmuth, Obata a Kassabaum realizovat ultramoderní a odvážné návrhy. Vytvořili tedy budovy ve stávající podobě. Její základ jsou čtyři jednoduché mramorové kostky spojené sklem a ocelí. Před muzeem je moderní socha Ad Astra (ke hvězdám).

## Historie
Muzeum vzniklo 12. srpna 1946 jako muzeum letectví aktem Kongresu a podepsal prezident Harry S. Truman. Některé kousky pocházejí z Filadelfie, poté poslala Čína starověké draky, první člověkem vyrobené létající věci. Poté byl získán i parní motor určen pro letadla a mnoho dalšího. Na začátku ale stejně většina exponátů zůstala ve skladišti, protože pro ně nebylo místo, poté se však postavila již zmiňovaná budova. Později přibyly rozsáhlé sbírky z letectva a námořnictva USA z první a druhé světové války.
Pro nedostatek prostoru v hlavní budově ve Washingtonu byla v roce 2003 otevřena další pobočka: Steven F. Udvar-Hazy Center na nedalekém mezinárodním letišti Washington Dulles v Chantilly ve státě Virginie, které je s celkovou výměrou 71 000 m2 aktuálně největší leteckou sbírkou.

## Exponáty
- Mercury Friendship 7 spacecraft
- Návratový modul Apolla 11
- Balistické rakety SS-20, americké Pershing II
- SpaceShipOne – první soukromá vesmírná loď
- Bell X-1 – první letoun, jenž dosáhl rychlosti zvuku při vodorovném letu
- Spirit of St. Louis – letoun který jako prvý přeletěl Atlantik z New Yorku do Paříže bez mezipřistání
- sonda Pioneer H
- X-15 držitel rekordu letounu co do rychlosti a dosažené výšky
- Apollo-Sojuz – spojení těchto dvou lodí, první mezinárodní projekt ve vesmíru
- Skafandr Davida Scotta z Apolla 15
- Lunární modul Apolla LM-2
- prvotní model USS Enterprise
- Lockheed U-2
- Discovery (raketoplán)
- Douglas DC-3
- Northwest Boeing 747-100B
- Kellett XR-8 – první americký vrtulník s prolínajícími se protiběžnými hlavními rotory („synchropter“)[1]
- Mitsubishi A6M Zero (japonská palubní stíhačka z druhé světové války)
- Supermarine Spitfire VII
- Messerschmitt Bf 109G (včetně motoru Daimler-Benz)
- Macchi MC.202 Folgore
- Messerschmitt Me 262A Schwalbe
- North American P-51 Mustang
- Douglas SBD Dauntless
- Grumman F4F Wildcat